# Leslie Mann
Leslie Jean Mann (San Francisco, 26 marzo 1972) è un'attrice statunitense.

## Biografia
Nata in California, all'età di 17 anni appare in svariati spot pubblicitari per poi debuttare sul grande schermo nel 1991, nella commedia adolescenziale Virgin High. Nel 1996 ottiene la parte della fidanzata di Matthew Broderick in Il rompiscatole, superando oltre 500 aspiranti che si erano presentate per la parte. Il 1996 si dimostra un anno importante, che la vede recitare nel film di Edward Burns Il senso dell'amore, al fianco di Bruce Willis in Ancora vivo e nel film di Isabel Coixet Le cose che non ti ho mai detto. Nel 1999 appare nel film Big Daddy - Un papà speciale, con Adam Sandler. Nel 2005 recita nella commedia diretta dal marito, Judd Apatow, 40 anni vergine così come nel successivo Molto incinta del 2007. Nel 2009 recita in 17 Again - Ritorno al liceo con Zac Efron e in Colpo di fulmine - Il mago della truffa con Jim Carrey e Ewan McGregor.

### Vita privata

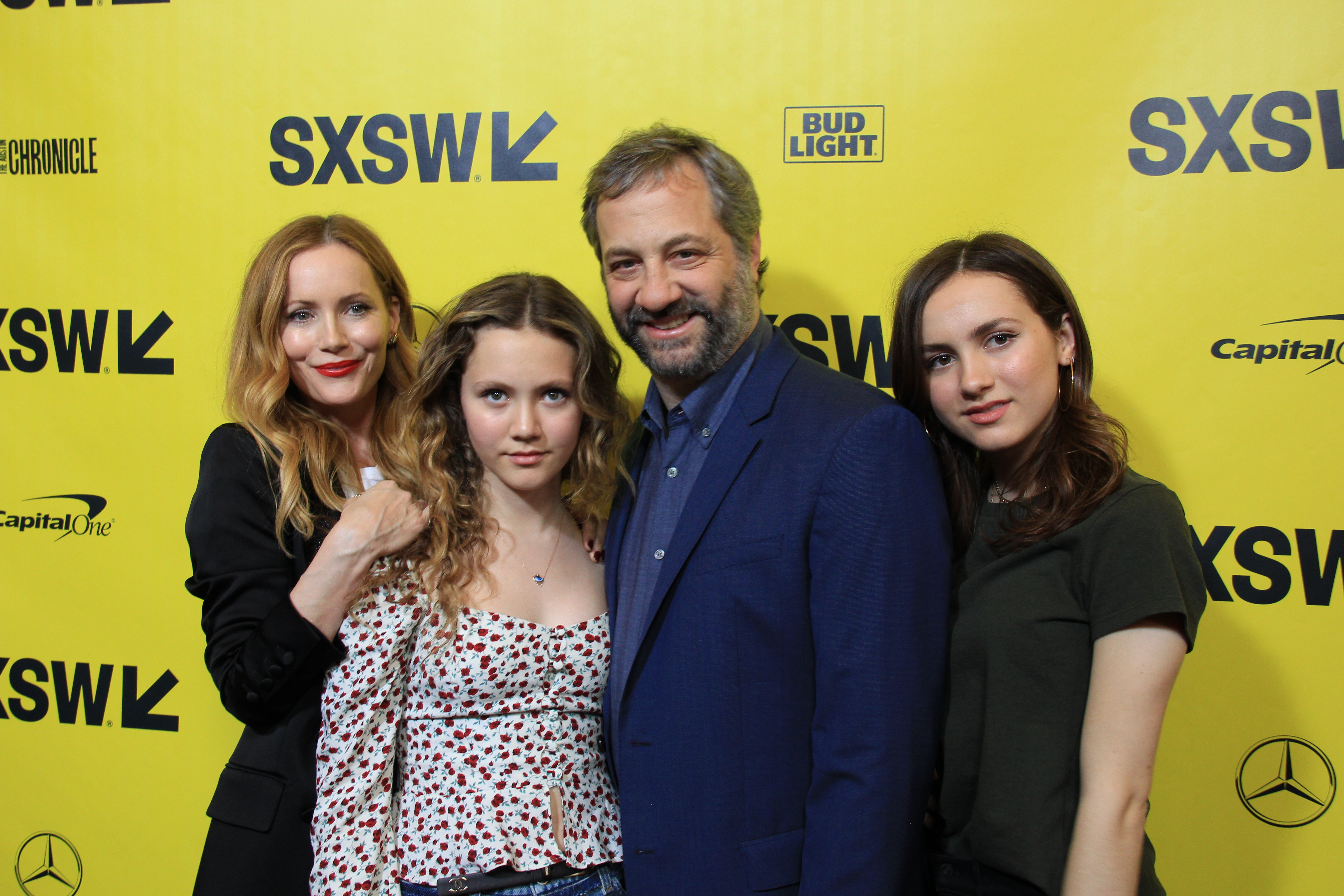
Leslie Mann assieme al marito e alle figlie

È sposata dal 1997 con il regista e sceneggiatore Judd Apatow. La coppia ha avuto due figlie: Maude (1997) e Iris (2002), entrambe attrici.

## Filmografia

### Attrice

#### Cinema
- Virgin High, regia di Richard Gabai (1991)
- Un colpo da dilettanti (Bottle Rocket), regia di Wes Anderson - non accreditata (1996)
- Le cose che non ti ho mai detto (Cosas que nunca te dije), regia di Isabel Coixet (1996)
- Il rompiscatole (The Cable Guy), regia di Ben Stiller (1996)
- Il senso dell'amore (She's the One), regia di Edward Burns (1996)
- Ancora vivo - Last Man Standing (Last Man Standing), regia di Walter Hill (1996)
- George re della giungla...? (George of the Jungle), regia di Sam Weisman (1997)
- Big Daddy - Un papà speciale (Big Daddy), regia di Dennis Dugan (1999)
- Timecode, regia di Mike Figgis (2000)
- Orange County, regia di Jake Kasdan (2002)
- 110 e frode (Stealing Harvard), regia Bruce McCulloch (2002)
- 40 anni vergine (The 40 Year Old Virgin), regia di Judd Apatow (2005)
- Molto incinta (Knocked Up), regia di Judd Apatow (2007)
- Drillbit Taylor - Bodyguard in saldo (Drillbit Taylor), regia di Steven Brill (2008)
- Colpo di fulmine - Il mago della truffa (I Love You Phillip Morris), regia di Glenn Ficarra e John Requa (2009)
- 17 Again - Ritorno al liceo (17 Again), regia di Burr Steers (2009)
- Funny People, regia di Judd Apatow (2009)
- Il mistero della pietra magica (Shorts), regia di Robert Rodriguez (2009)
- Cambio vita (The Change-Up), regia di David Dobkin (2011)
- Little Birds, regia di Elgin James (2011)
- Questi sono i 40 (This Is 40), regia di Judd Apatow (2012)
- Bling Ring (The Bling Ring), regia di Sofia Coppola (2013)
- Tutte contro lui - The Other Woman (The Other Woman), regia di Nick Cassavetes (2014)
- Come ti rovino le vacanze (Vacation), regia di John Francis Daley e Jonathan Goldstein (2015)
- Single ma non troppo (How to Be Single), regia di Christian Ditter (2016)
- The Comedian, regia di Taylor Hackford (2016)
- Giù le mani dalle nostre figlie (Blockers), regia di Kay Cannon (2018)
- Benvenuti a Marwen (Welcome to Marwen), regia di Robert Zemeckis (2018)
- Motherless Brooklyn - I segreti di una città (Motherless Brooklyn), regia di Edward Norton (2019)
- Mia moglie è un fantasma (Blithe Spirit), regia di Edward Hall (2020)
- Nella bolla (The Bubble), regia di Judd Apatow (2022)

#### Televisione
- Giuste sentenze (The Wright Verdicts) – serie TV, episodio 1x01 (1995)
- Freaks and Geeks – serie TV, episodio 1x13 (1999)
- Modern Family – serie TV, episodio 3x07 (2011)

### Doppiatrice
- Rio, regia di Carlos Saldanha (2011)
- ParaNorman, regia di Sam Fell e Chris Butler (2012)
- Mr. Peabody e Sherman (Mr. Peabody & Sherman), regia di Rob Minkoff (2014)
- Rio 2 - Missione Amazzonia (Rio 2), regia di Carlos Saldanha (2014)
- I Croods 2 - Una nuova era (The Croods: A New Age), regia di Joel Crawford (2020)

## Doppiatrici italiane
Nelle versioni in italiano dei suoi lavori, Leslie Mann è stata doppiata da:
- Daniela Calò in 40 anni vergine, Molto incinta, Come ti rovino le vacanze
- Roberta Greganti in Fashion Crimes, Funny Pepole, Tutte contro lui - The Other Woman
- Barbara De Bortoli in Drillbit Taylor - Bodyguard in saldo, Mia moglie è un fantasma, Cha Cha Real Smooth
- Tiziana Avarista in 110 e frode, Il mistero della pietra magica
- Laura Lenghi in 17 Again - Ritorno al liceo, Single ma non troppo
- Claudia Pittelli in Colpo di fulmine - Il mago della truffa, Cambio vita
- Selvaggia Quattrini in Benvenuti a Marwen, Motherless Brooklyn - I segreti di una città
- Claudia Razzi ne Il rompiscatole
- Rossella Acerbo in George re della giungla...?
- Giovanna Martinuzzi in Big Daddy - Un papà speciale
- Alessandra Korompay in Orange Country
- Francesca Fiorentini in Bling Ring
- Eleonora De Angelis in Questi sono i 40
- Francesca Manicone in Giù le mani dalle nostre figlie
- Chiara Gioncardi in Nella Bolla

Da doppiatrice è sostituita da:
- Chiara Gioncardi in Rio, Rio 2 - Missione Amazzonia
- Monica Ward in ParaNorman
- Georgia Lepore in Mr Peabody e Sherman
- Virginia Raffaele ne I Croods 2 - Una nuova era